# Rocas Clerke
Las rocas Clerke están compuestas principalmente por dos grupos de pequeños islotes rocosos que se hallan a 75 km al sudeste del cabo Vahsel de la isla San Pedro, en el archipiélago de las Georgias del Sur. Se extienden por espacio de 8,5 km de este a oeste, separados entre sí por 3 km.

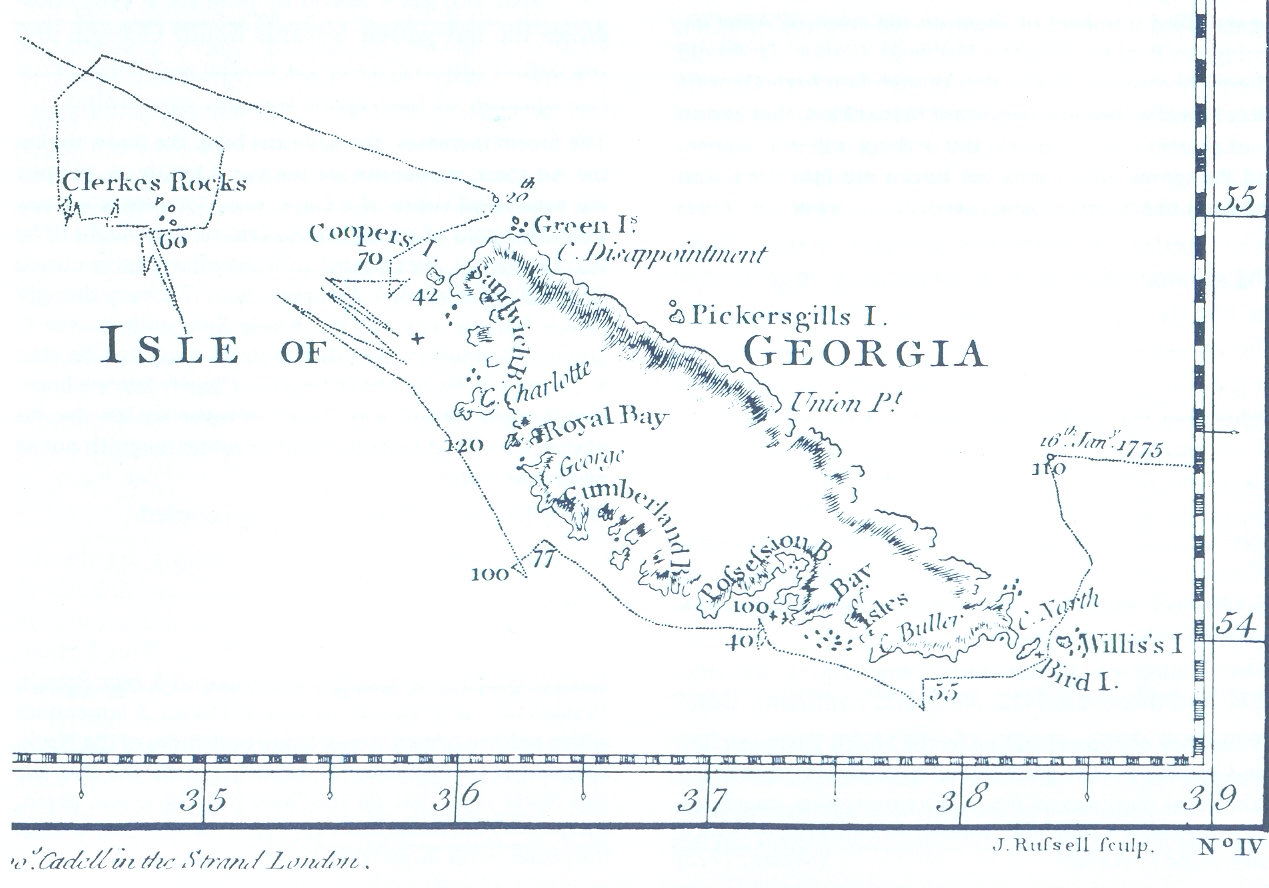
Las rocas Clerke pueden ser vistas en este mapa de James Cook (el sur está arriba).

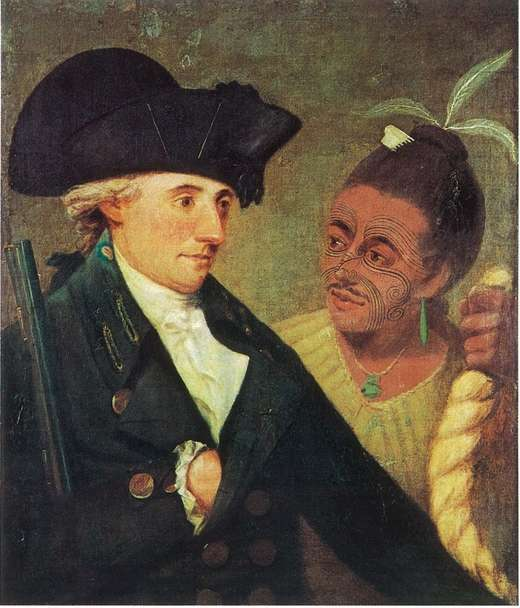
Charles Clerke, por Nathaniel Dance-Holland, 1776.

Fueron descubiertas y cartografiadas el 24 de enero de 1775 por la expedición británica del capitán James Cook, quien les dio el nombre Clerke's Isles o Clerke's Rocks por Charles Clerke, el oficial del barco HMS Resolution, que las avistó primero. Las rocas fueron luego avistadas el 29 de diciembre de 1819 por la expedición rusa de Fabian Gottlieb von Bellingshausen. Entre 1926 y 1930 las expediciones Discovery del Reino Unido dieron nombre a varios islotes aledaños.
El primer desembarco en las rocas Clerke fue realizado por el ballenero de Noruega Thorvald C. Hystad en 1928 para recolectar muestras de rocas. Solo se conocen otros tres desembarcos posteriores (uno el 6 de diciembre de 1961), dos de los cuales realizaron estudios biológicos y geológicos, determinando que la estructura geológica es la misma que la del fiordo de Drygalsky en la Isla San Pedro de las Georgias del Sur.
Este accidente geográfico es uno de los puntos que determinan las líneas de base de la República Argentina, a partir de las cuales se miden los espacios marítimos que rodean al archipiélago.
Las rocas Clerke forman parte del territorio británico de ultramar de las islas Georgias del Sur y Sandwich del Sur y están bajo control del Reino Unido. Argentina las considera parte integral de su territorio y las incluye en la provincia de Tierra del Fuego, Antártida e Islas del Atlántico Sur, dentro del departamento Islas del Atlántico Sur.

## Geografía
Las rocas Clerke se dividen principalmente en dos grupos:
- El grupo occidental, que comprende 3 islotes y 2 rocas menores:
  - Isla Kemp (en inglés Kemp Island), la más grande de las rocas Clerke, está acompañada por una roca menor.
  - Isla Bayly (en inglés: Bayly Island), la más al este del grupo occidental, está acompañada por una roca menor.
  - Roca Gray (en inglés: Gray Rock), la tercera más grande del grupo occidental;

- El grupo oriental, el cual comprende 4 islotes y 6 rocas menores:
  - Islote Llamativo o Roca Notable (en inglés: Nobby Rock), ubicado al sudeste del grupo, es el más meridional.
  - El resto del grupo está formado por tres islotes alineados de este a oeste, cada uno acompañado por 2, 3 y 1 rocas menores, respectivamente.

Separadas del grupo oriental se encuentran:
- - Rocas Los Mandaderos (en inglés: The Office Boys), pequeño grupo de rocas ubicado al noreste, que alcanza los 82 m s. n. m.
  - Estacas Sparrman (en inglés Sparrman Stacks), pequeño grupo al sudoeste de Los Mandaderos.

Los islotes se encuentran sólo habitados por cormoranes, pingüinos y otras aves marinas. La mayor altura se encuentra en una roca del grupo occidental, que alcanza los 244 m s. n. m.